# 霊王 (楚)
霊王（れいおう）は、中国の春秋時代の楚の王。姓は羋、氏は熊。諱は囲、のちに虔と改名した。共王の次男。

## 生涯
父共王の死後、王位は長兄の康王が継いでいた。康王の死後はその息子の郟敖が継いでおり、熊囲はその令尹となって補佐していたが、郟敖4年（紀元前541年）に郟敖を殺害して自ら王として即位した。主に勢力拡大に従事し、諸侯と会盟して呉を討った。
霊王8年（紀元前533年）に陳を、霊王10年（紀元前531年）に蔡を討った。その後も徐、次いでまた呉を討つなどして楚の勢力を拡大した。しかし、連年の戦役は臣民に多大な負担を強いた。このため臣民の心は霊王のもとから離れ、公子の熊比・熊黒肱（子皙）・熊弃疾ら（3人とも霊王の弟）は反対派を結成し、霊王12年（紀元前529年）に霊王が軍を率いて都の郢を留守にするとクーデターを決行。留守を預かっていた霊王の太子である熊禄を殺害した。このクーデターを知って霊王の楚軍は一気に崩壊し、霊王は山中をさまよいながら死んだ。
死後、王位はクーデターで中心的な役割を果たした熊比こと訾敖が継いだが、弟の熊弃疾が再度クーデターを起こして兄たちを排除し、彼が平王として即位した。

## 家庭
父親：
- 共王（熊審、第7代楚王）

兄弟：
- 康王（熊招、第8代楚王）
- 訾敖（熊比、第11代楚王）
- 熊黒肱（子皙、令尹, zh）
- 平王（熊弃疾、第12代楚王）

子：
- 太子禄（霊王太子）
- 公子罷敵